# Grotte de Clamouse
Ne pas confondre avec la Clamouse, rivière sous-affluent de la Loire.

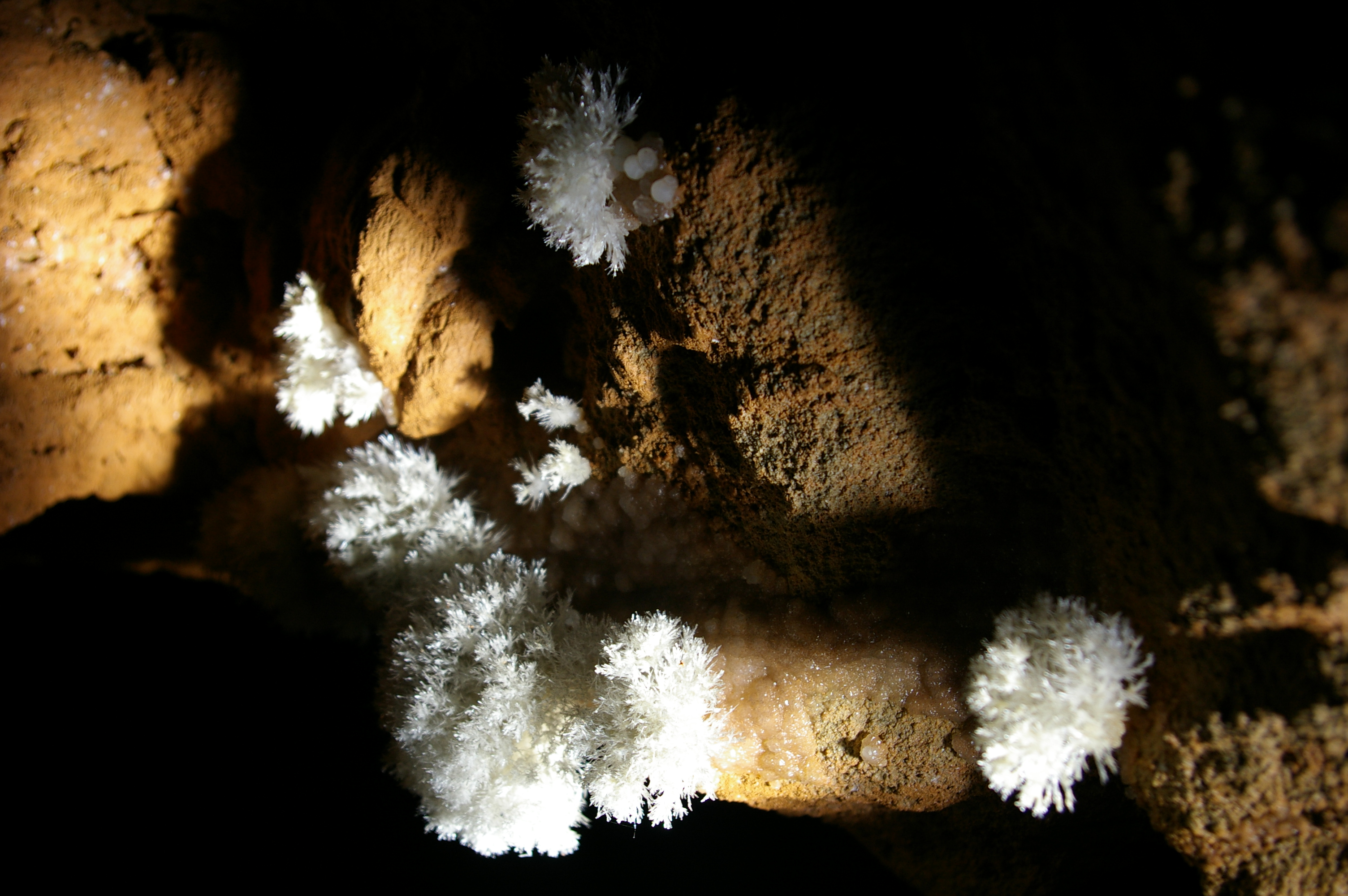
« Fleurs » d'aragonite poussant directement sur de l'argile.

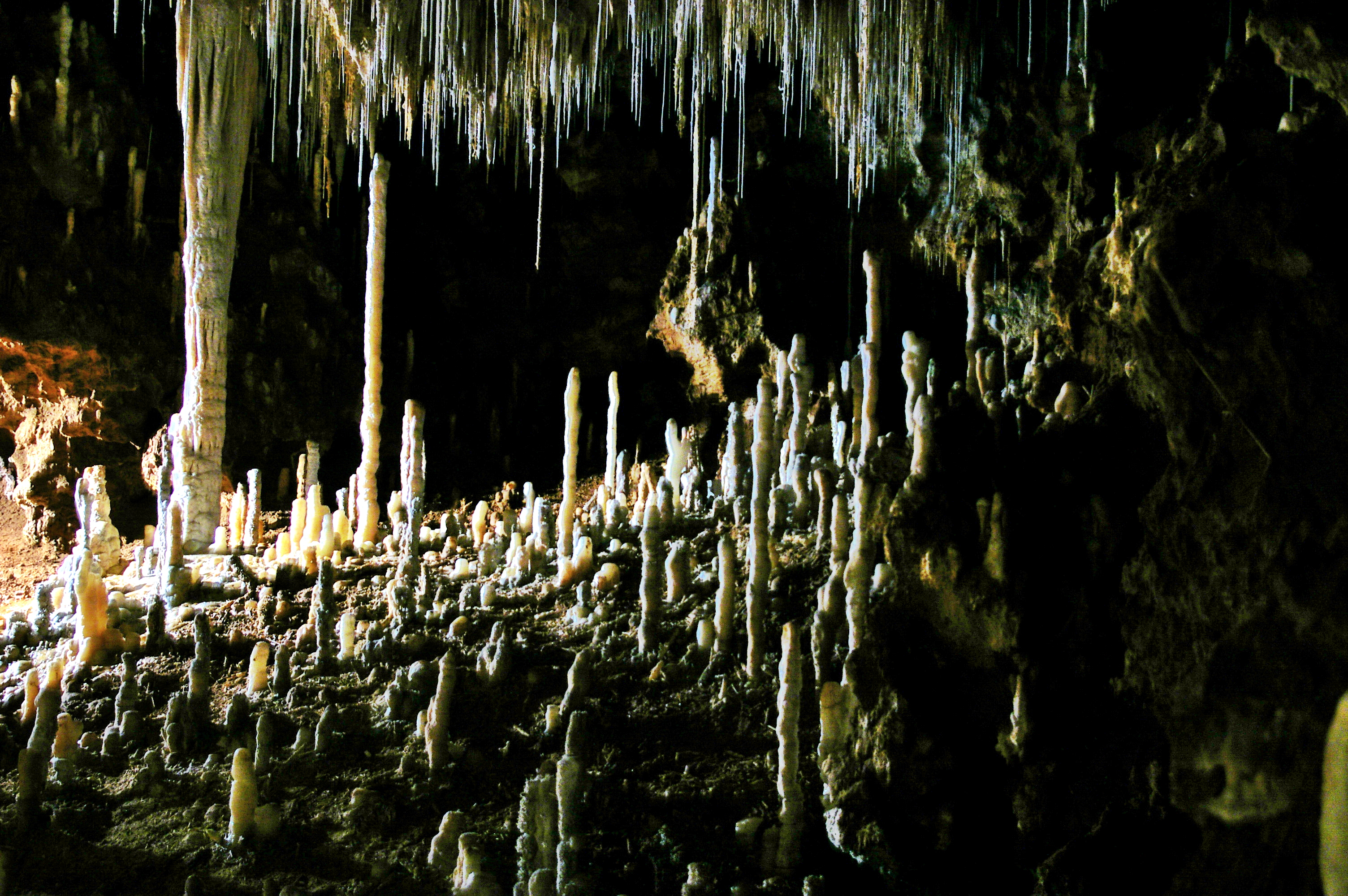
Le « cimetière » au plafond orné de multiples fistuleuses.

La grotte de Clamouse est située à Saint-Jean-de-Fos dans le département de l'Hérault, au pied de la Séranne (monts de Saint-Guilhem). La grotte s'ouvre à quelques centaines de mètres en amont du Pont du Diable, près du village médiéval de Saint-Guilhem-le-Désert, en rive droite des gorges de l'Hérault.

## Spéléométrie
La dénivellation de la grotte de Clamouse est de 145 m pour un développement de 4 500 m.

## Historique
Dès le Néolithique moyen le début de la grotte est connu. Un siphon limite l'accès à la suite de la cavité. Début août 1945 (le 5), à la suite d'un assèchement partiel, des spéléologues du Spéléo-club de Montpellier pénètrent le réseau. La semaine suivante les 350 premiers mètres sont découverts mais la rivière n'est pas atteinte et les galeries sont dépourvues de concrétions. Le 25 septembre les galeries concrétionnées sont rejointes, le développement atteint 600 mètres. Les étages supérieurs sont atteints le 30 septembre et le 7 octobre portant le développement à trois kilomètres. D'autres galeries sont explorées dans les années suivantes faisant progresser la cavité à plus de 4 kilomètres. En 1964 la grotte accueille ses premiers visiteurs non spéléologues.

## Géologie
La grotte de Clamouse possède l'un des réseaux souterrains les plus étendus du Sud du Massif central. Des colorations à la fluorescéine, réalisées par Henri Paloc, Louis Martin (SCM) et Daniel Caumont (CLPA), ont permis de mieux comprendre l'étendue du réseau, s'étendant à plus de dix-sept kilomètres de sa résurgence sur le causse du Larzac.
La grotte s'est lentement formée dans le karst dolomitique, grâce à l'action de l'eau, s'infiltrant dans les fractures de la roche, tout en usant chimiquement, par l'effet de corrosion, ces anfractuosités. Ainsi se sont formés plusieurs niveaux de galeries, correspondant à l'abaissement du lit de la rivière Hérault :
- Un niveau supérieur, fossile, à vastes salles, abondamment décoré par de grands massifs de concrétions, notamment de fines et étincelantes cristallisations blanches de calcite et d'aragonite, qui lui ont assuré sa renommée internationale.
- Un niveau intermédiaire, encore parfois inondé en période de crue. Il est constitué par un complexe de galeries creusées par corrosion dans la roche dolomitique et présentant des parois découpées en « dentelles de pierre ». Cet ensemble est appelé le « labyrinthe », zone dans laquelle se perdaient les premiers explorateurs.
- Un niveau inférieur, noyé, dans lequel circule en permanence l'eau de la rivière souterraine active de la Clamouse, dont le niveau varie en fonction des précipitations.

## Classement
En 1999, un dossier de 18 sites et 24 grottes à concrétions du sud de la France est proposé pour une inscription sur la liste indicative du patrimoine mondial naturel, antichambre de la liste du patrimoine mondial,. En octobre 2001, un avis défavorable est émis par l'union internationale pour la conservation de la nature (UICN). Fin 2005, l'État français pense représenter une demande d'inscription. En 2007, le projet est retiré et l'association de valorisation des cavités françaises à concrétions (AVCFC) regroupant 23 cavités du Sud de la France est créée .

## Concrétions
Outre les concrétions classiques (stalactites et stalagmites), la grotte de Clamouse possède une exceptionnellement grande variété de formations cristallines : 
- les fistuleuses, dont les plus grandes atteignent quatre mètres ;
- des draperies de très grandes tailles ;
- des concrétions de gours, telles que les perles des cavernes, les cristaux de calcite (dents de cochons), ou encore les coupelles de calcite ;
- on peut également observer un type de concrétions étonnant, les excentriques, qui se forment à partir d'un dépôt de calcaire qui se fait uniquement par évaporation. Ce dépôt est alors soumis à la manière dont l'eau s'étale avant de s'évaporer et aux lois de la croissance cristalline, ainsi qu'aux éventuels courants d'air favorisant l'évaporation et aux pressions capillaires pouvant diriger l'expulsion d'eau. La concrétion croît alors dans tous les sens de l'espace ;
- les cristaux d'aragonite sont également un type de concrétionnement particulier. Formant de véritables fleurs de pierre, les aragonites résultent de conditions de concrétionnement particulières, également de la présence de magnésium dans la roche dolomitique de la grotte.

Ces spéléothèmes font l'objet des plus grands soins à Clamouse. Ainsi, Clamouse est engagée dans le tourisme raisonné et le respect de l'environnement, avec pour mission de concilier la présentation à un large public de ce patrimoine naturel fragile et sa préservation, en limitant au maximum les impacts des actions humaines sur l'environnement.
C'est dans cette optique qu'un vaste chantier de remplacement du parc d'éclairage de la grotte par des matériaux LED s'est achevé début 2010. Clamouse est de ce fait la première grotte touristique en Europe intégralement équipée de LED. Cette technologie permet une baisse de la consommation d'énergie (consommation divisée par quarante-cinq). De même, ceci va engendrer une moindre émission de chaleur (nocive au concrétionnement) et limitera les conditions d'un processus de photosynthèse et par là-même le développement de micro-végétations.

## Expériences scientifiques
Michel Siffre a passé plus de deux mois dans la grotte de Clamouse lors du passage à l'an 2000 pour sa troisième expérience « hors du temps ».

## Performances artistiques
En 1962, l'artiste espagnol Juan Ramírez passe 21 jours dans la grotte pour une performance artistique.

## Photographies de la grotte

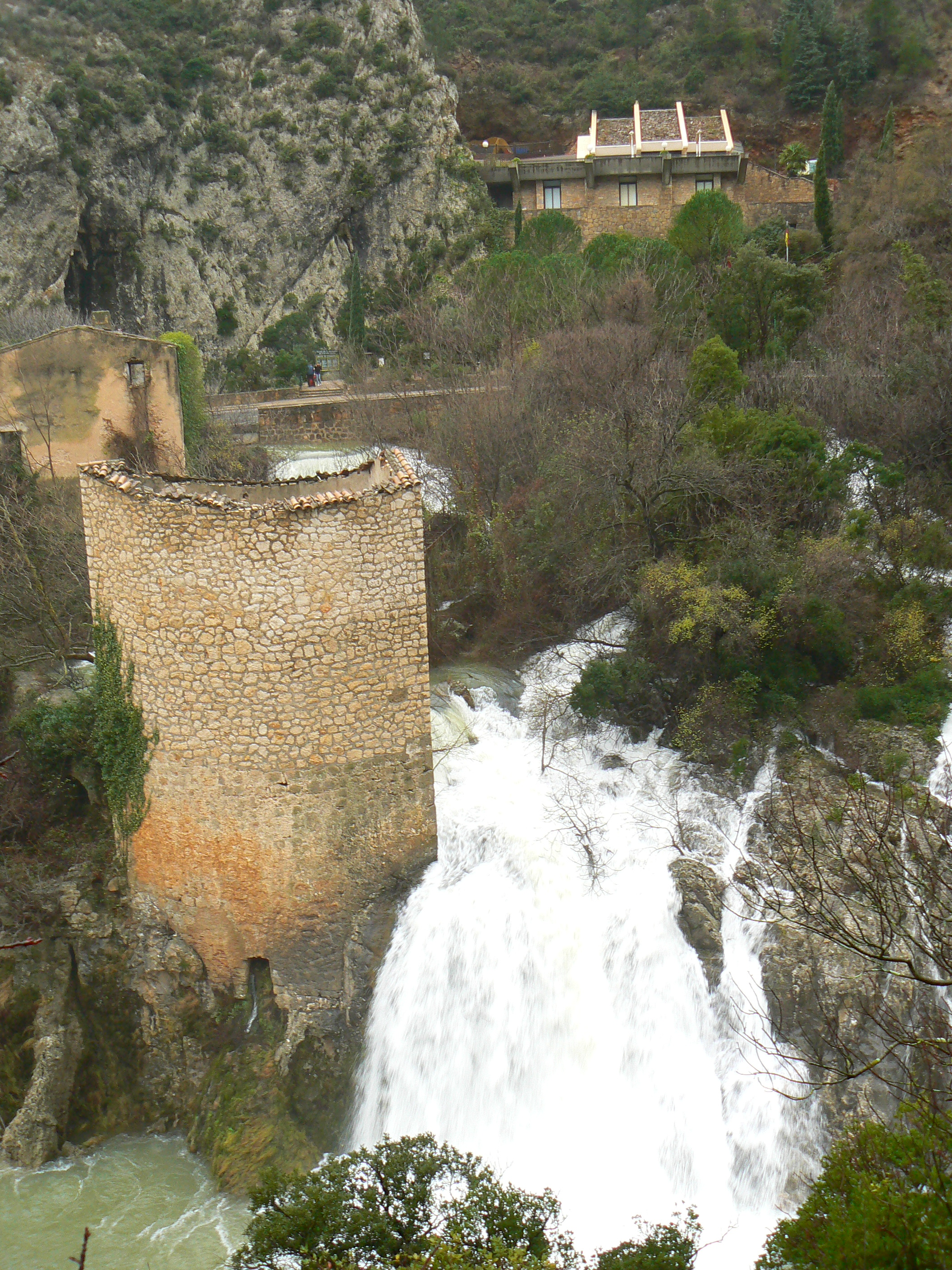
Le site de Clamouse en période de crue, toutes les résurgences sont activées.
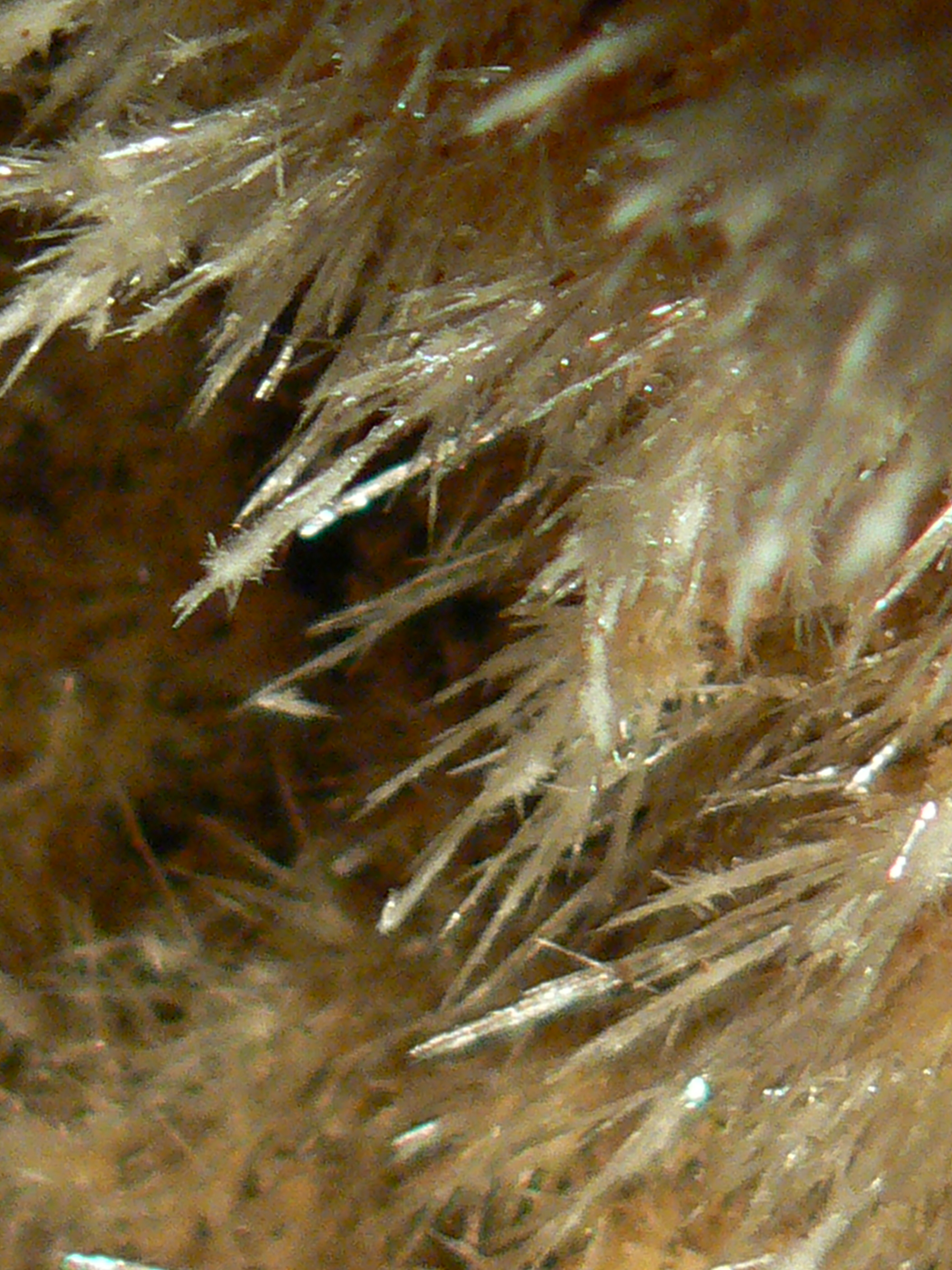
Cristaux d'aragonite de la grotte de Clamouse.
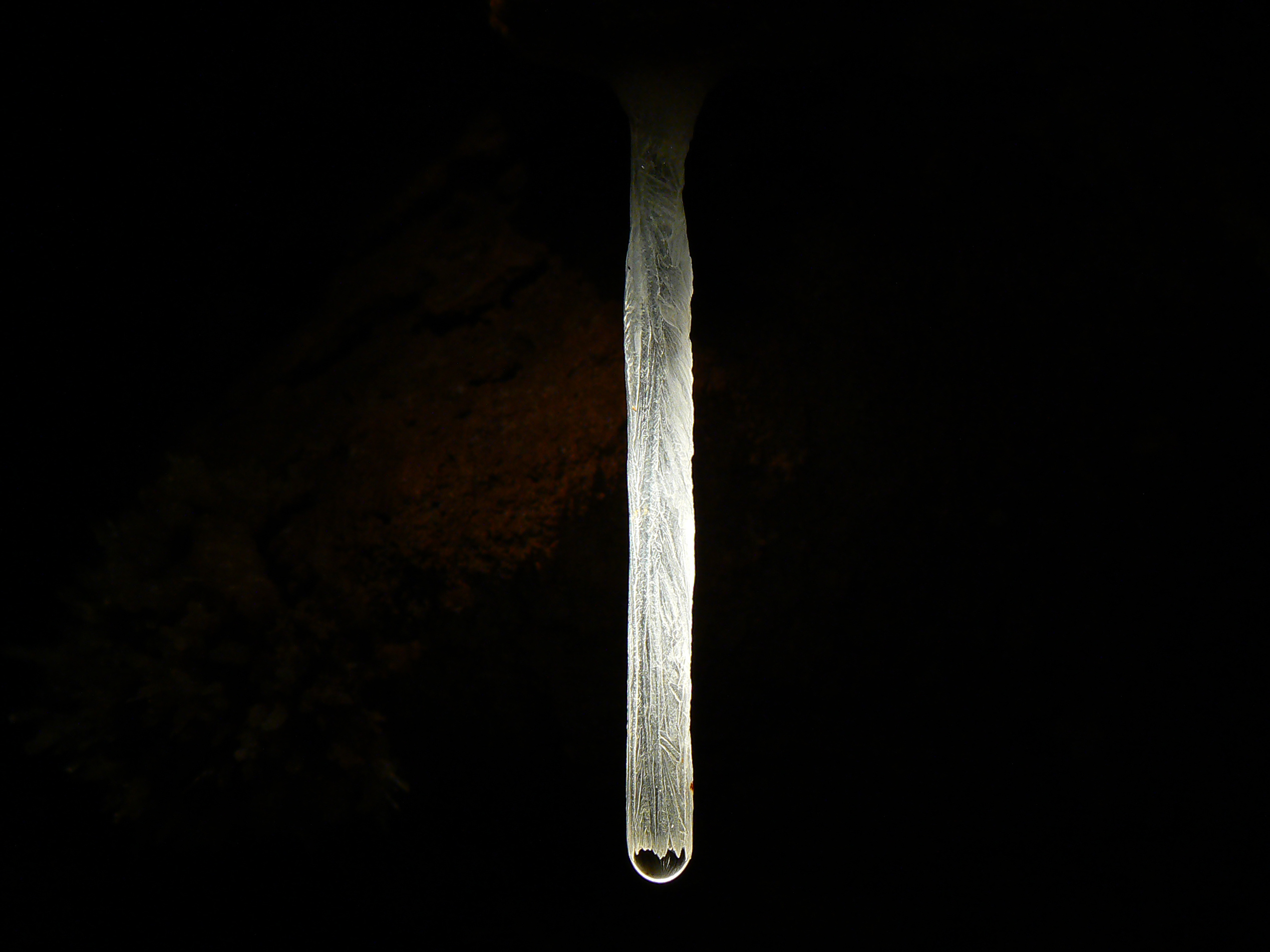
Une fistuleuse composée d'un seul cristal de calcite pure.
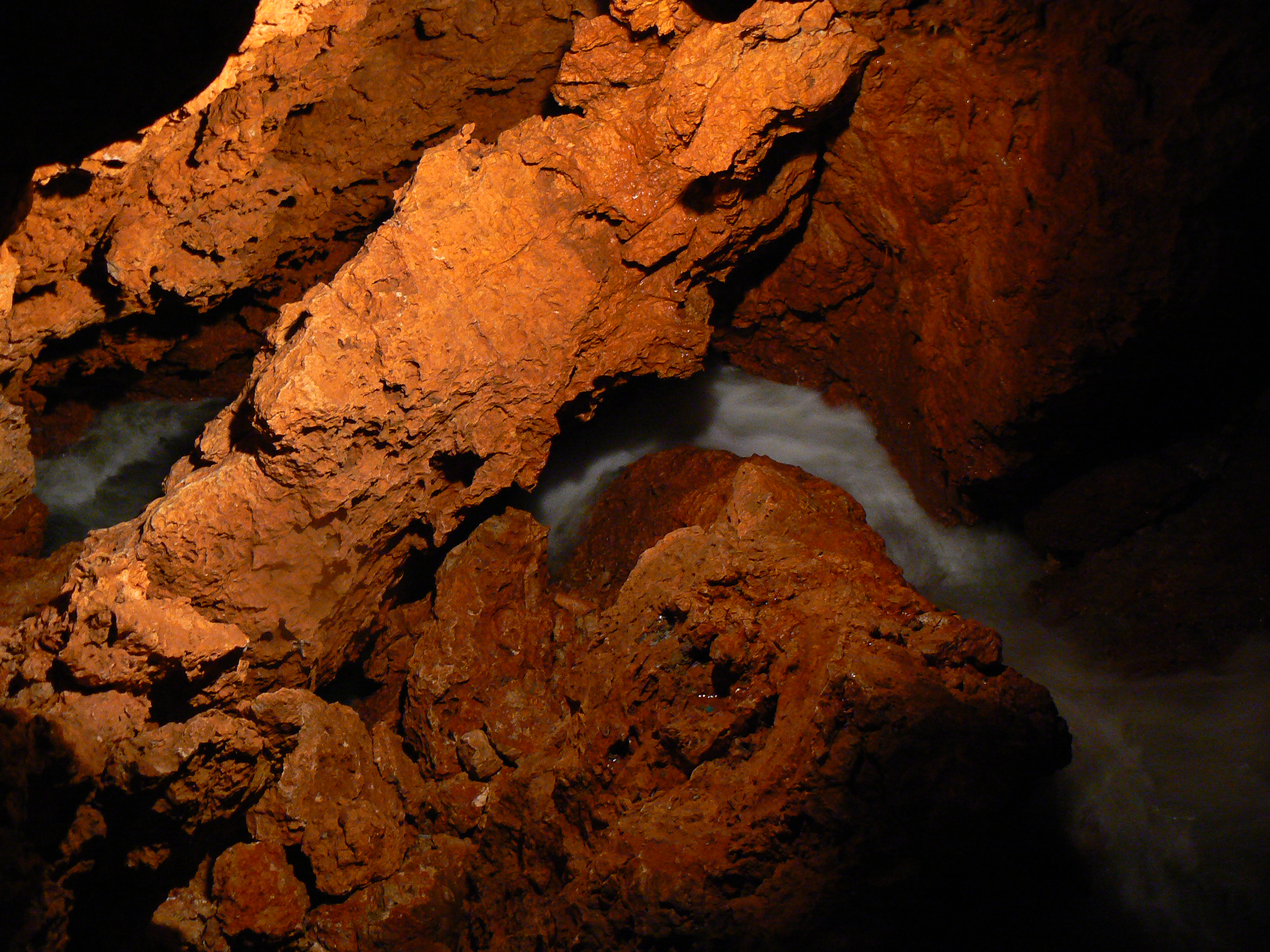
L'eau se frayant un passage dans la roche corrodée.
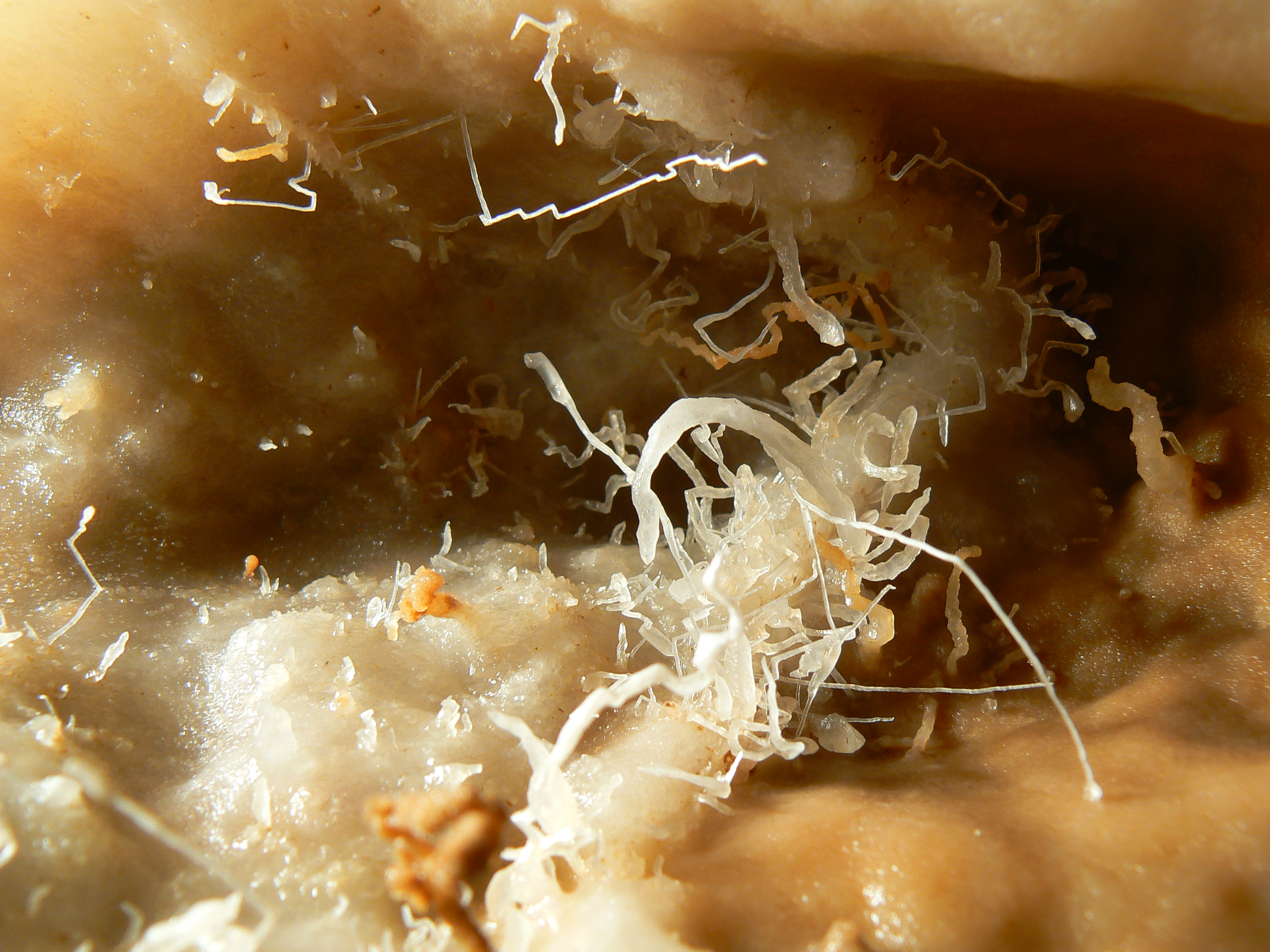
De minuscules excentriques poussent à la surface des concrétions.
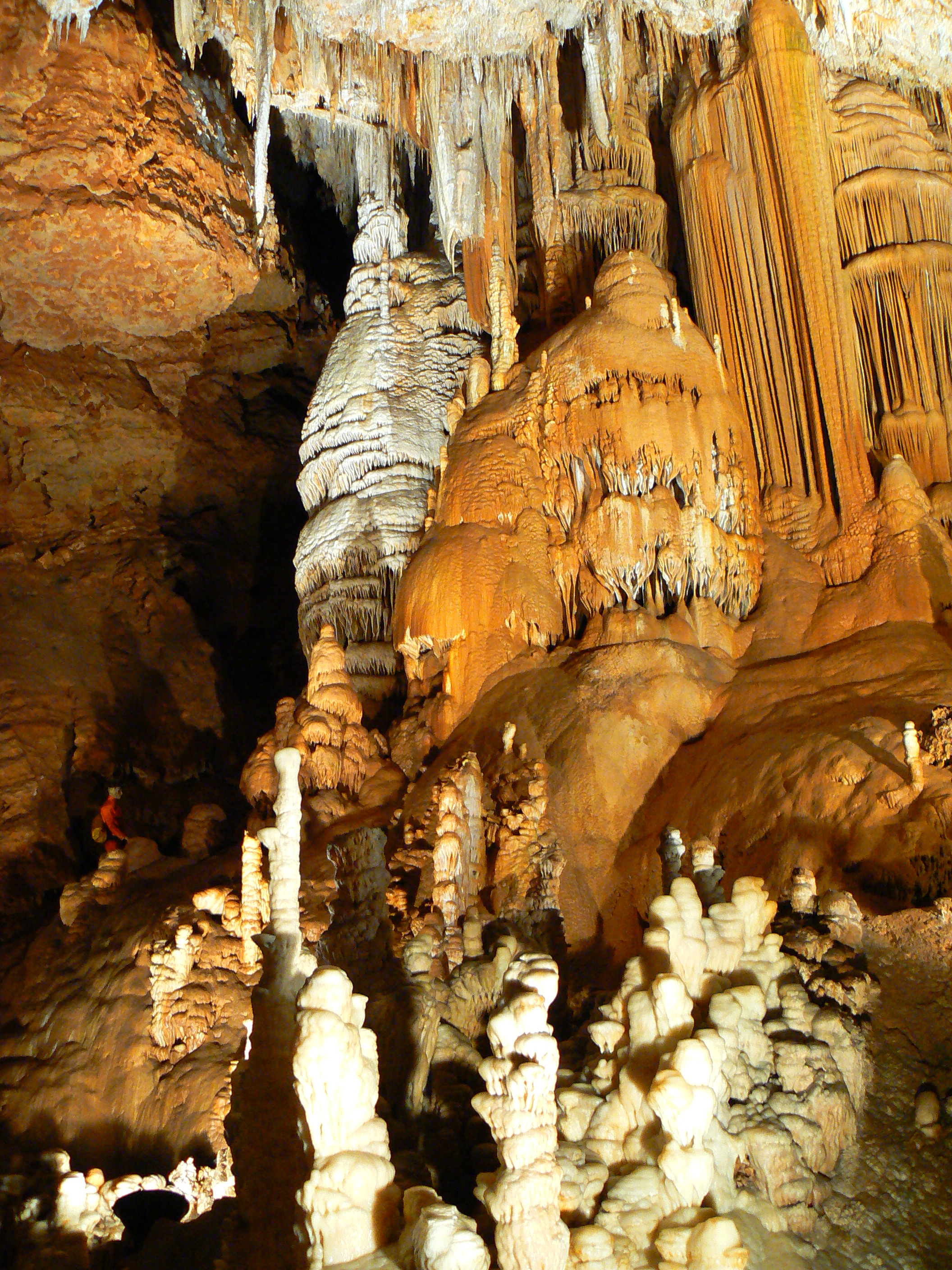
La taille du mannequin donne l'échelle.
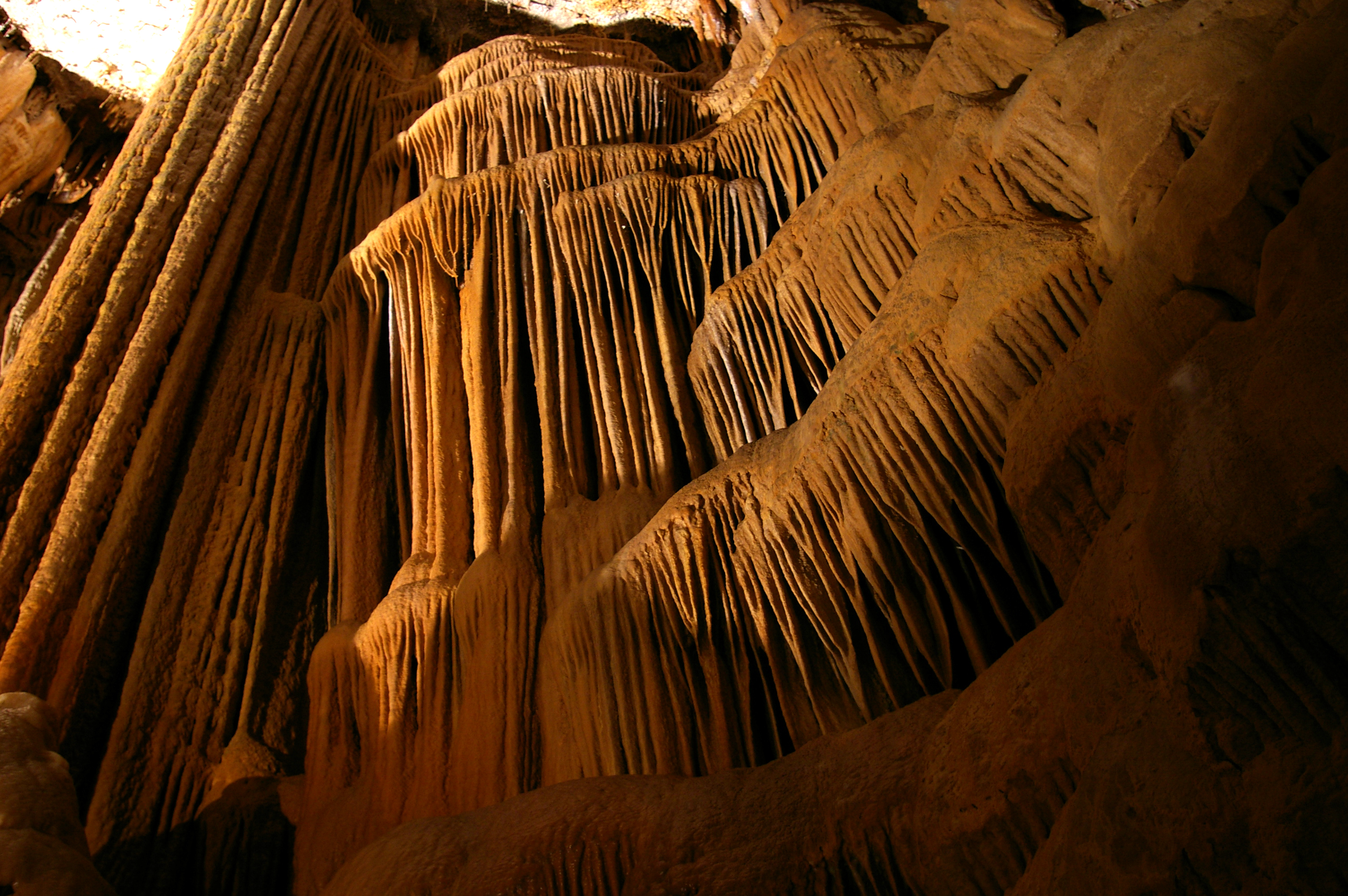
Le majestueux « buffet d'orgue » de la salle à manger.
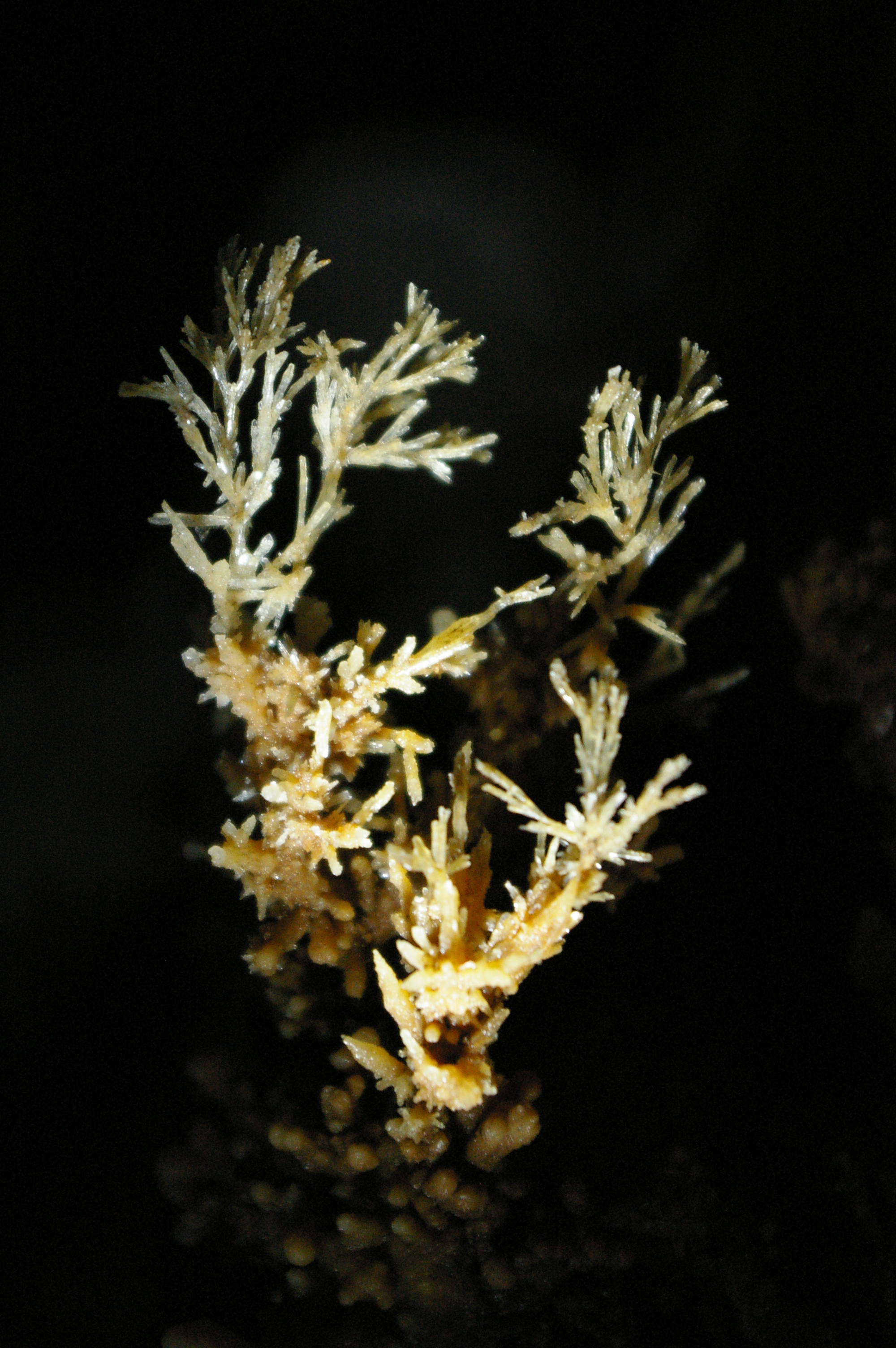
Une magnifique aragonite coralloïde.
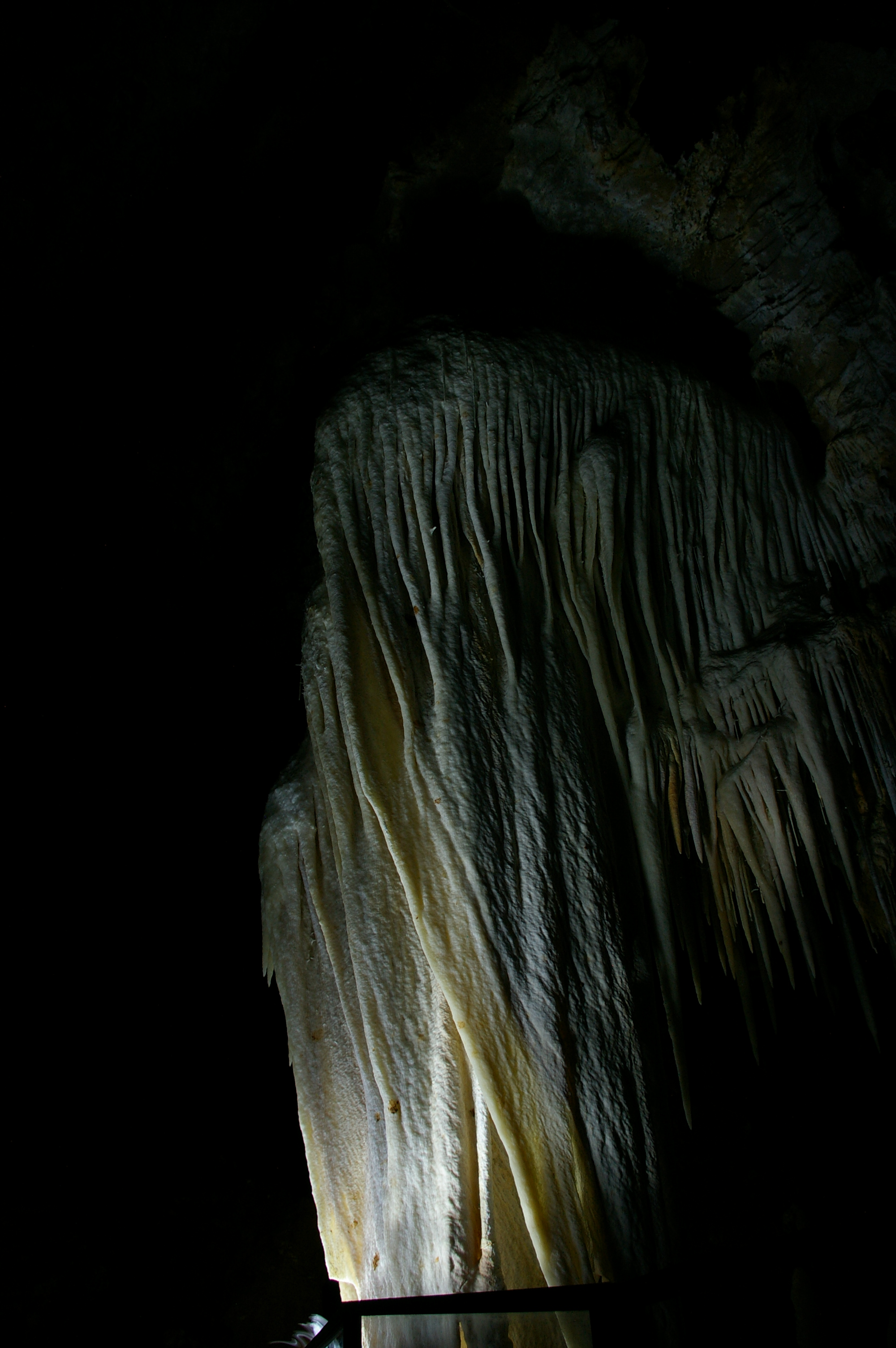
La méduse, symbole de la grotte, sortant de la noirceur du monde souterrain.

## Filmographie
- Le feuilleton télévisé français en six épisodes L'Or du diable, mettant en scène Jean-François Balmer (dans le rôle de l'abbé Saunière), Michel Aumont et Arielle Dombasle, et consacré à l'énigme de Rennes-le-Château, a été tourné en 1989 en décors naturels dans la grotte de Clamouse.